# Гурьева, Валерия Александровна
Валерия Александровна Гурьева (21 декабря 1929, Ташкент — 7 января 2015, Москва) — советский и российский учёный в области психиатрии, доктор медицинских наук, профессор, руководитель отдела судебно-психиатрических проблем несовершеннолетних Государственного научного центра социальной и судебной психиатрии им. В. П. Сербского.

## Биография
Родилась в Республике Узбекистан в семье служащих. В 1946 году окончила школу и поступила на лечебный факультет Ташкентского медицинского института, который окончила в 1952 году. С 1955 по 1958 год обучалась в очной аспирантуре при ВНИИ им. В. П. Сербского в Москве.
В 1960 году защитила кандидатскую диссертацию «К вопросу об истерической психопатии в судебно-психиатрической практике», в 1971 году — докторскую диссертацию «Психопатии в подростковом и юношеском возрасте (клинико-катамнестическое исследование, судебно-психиатрический аспект)».
Приняла активное участие в создании в октябре 1981 года в структуре Института им. В. П. Сербского экспертного отделения для несовершеннолетних.
Научная деятельность Валерии Александровны была связана с исследованием проблем судебно-психиатрической экспертизы несовершеннолетних, возрастной специфики психических заболеваний в подростковом возрасте, разработкой клинических критериев невменяемости, ограниченной вменяемости, профилактики правонарушений несовершеннолетних с психическими расстройствами. Работы В. А. Гурьевой стали основополагающими при исследовании личностной патологии, пубертата, шизофрении в подростковом возрасте, умственной отсталости, органической и личностной патологии, гебоидного синдрома, нарушений развития, аффективных расстройств и многих других. В. А. Гурьева ввела понятие «дисгармонически протекающий пубертатный криз», дифференцируя его от патологического и гармонического.
В 1986 г. В. А. Гурьевой было присвоено ученое звание профессора.
Монография В. А. Гурьевой «Клиническая и судебная подростковая психиатрия» выдержала несколько переизданий. В 1995 году в Париже была издана её книга «Пубертатный криз» на французском языке.
Валерия Александровна скончалась 7 января 2015 года, на 86 году жизни, похоронена 10 января 2015 г. на Хованском кладбище в Москве.

## Награды и звания
За свой труд Валерия Александровна награждена значком «Отличник здравоохранения» (1971 г.), медалью «Ветеран труда» (1985 г.) и многими другими, в 1999 г. ей присвоено почетное звание «Заслуженный врач РФ».